# 18e armée (Empire allemand)
Pour les articles homonymes, voir 18e armée.

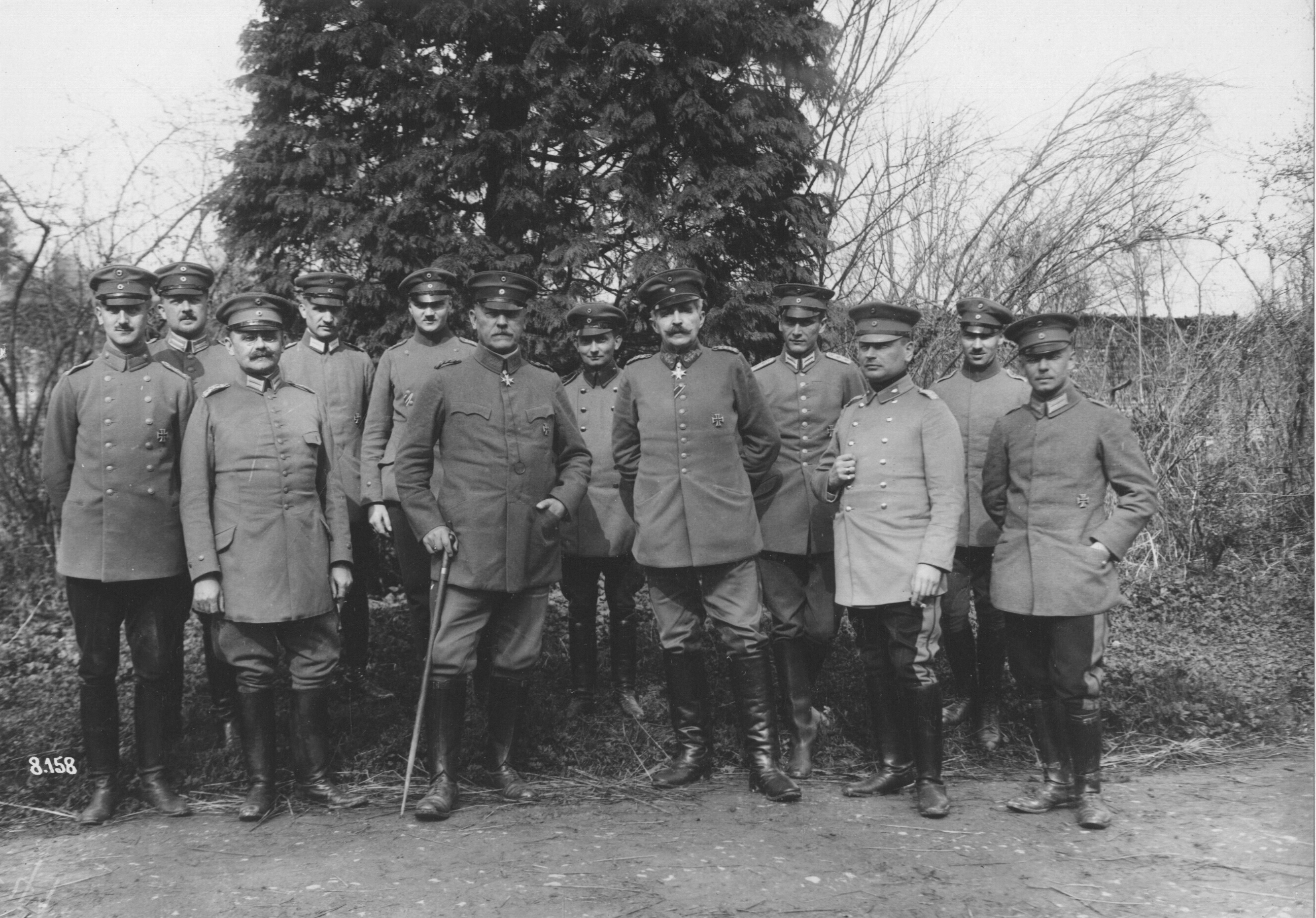
Le haut commandement de la 18e armée en avril 1918 : le général von Hutier (au centre à gauche), le chef d'état-major von Sauberzweig (au centre à droite) et des membres de l'état-major

La 18e armée / 18e haut commandement de l'armée (AOK 18) est le nom donné à l'unité majeure de l'armée allemande et à ses autorités de commandement associées pendant la Première Guerre mondiale (1914-1918) Elle comprend plusieurs corps d'armée ou de réserve ainsi que de nombreuses troupes spéciales.

## Histoire
En 1918, le commandement suprême de l'armée rassemble de nombreuses troupes pour l'offensive du Printemps prévue (opération Michael) sur le front occidental. En plus de renforcer les armées existantes, deux nouvelles sont formées, la 17e armée et la 18e armée. Les troupes de la 18e armée se rassemblent à partir de janvier 1918 dans la région de Saint-Quentin à partir de janvier 1918. Le nouveau 18e haut commandement de l'armée est entré en fonction le 27 décembre 1917 à partir de l'ancien haut commandement du groupe d'armée Woyrsch (de). Le commandant en chef de la nouvelle armée devient le général d'infanterie Oskar von Hutier.
Lors de l'offensive qui débute le 21 mars 1918, la 18e armée forme avec la 7e armée l'aile gauche de l'attaque. L'offensive allemande se termine en juillet 1918 après des succès initiaux. Même après cela, l'armée reste sur le front occidental. Le quartier général du haut commandement de l'armée se trouve presque constamment à Leschelle, à l'exception de la période du 9 mai au 27 août 1918, durant laquelle il se trouve à Auroir. Lors de la retraite après l'armistice de Compiègne, le quartier général est installé à Biedenkopf à partir du 2 décembre 1918.

## Composition
Au 30 octobre 1918, elle comprend les unités suivantes :
- 1er corps d'armée royal bavarois
  - 19e division de réserve
  - 29e division
  - 15e division de réserve
  - 200e division
  - 204e division
  - 34e division
- 26e corps de réserve
  - 9e division
  - 18e division
  - 9e division bavaroise
- 18e corps de réserve
  - 238e division d'infanterie
  - 81e division de réserve
  - 2e division
  - 1re division de réserve
  - 2/3 de la 82e division de réserve
  - 5e division de réserve
- 14e corps d'armée
  - 232e division (de)
  - 11e division
  - 221e division
  - 105e division
  - 87e division